# Can Nonell de la Serra
Can Nonell de la Serra és una masia del municipi de Vallgorguina  a la comarca del Vallès Oriental inclosa en l'Inventari del Patrimoni Arquitectònic de Catalunya.

## Descripció
És una masia de planta rectangular. Consta de planta baixa i un pis. La coberta és a dues vessants. La façana té un portal d'entrada de pedra d'arc de mig punt dovellat i finestres de pedra, algunes d'arc pla i altres d'arc conopial tardogòtic. Era arrebossada i pintada de blanc, però durant la restauració se n'ha tirat l'arrebossat. Sobre la porta d'entrada hi ha un rellotge quasi descolorit, amb una data: 1870, que va recobrar el color en la restauració.

## Història
No se'n sap gaire de la data de construcció. La data que apareix al rellotge de sol pot ser d'una reforma, ja que tot i conservar l'aspecte primitiu, va ser molt transformada. La planta baixa de la part posterior es feia servir com a quadres pels animals de pastura, però va ser restaurada i transformada en habitatge.